# Florence Pinaud
Florence Pinaud, née le 10 juin 1966, est une journaliste française et autrice de livres documentaires pour l’enfance et la jeunesse.

## Biographie
Florence Pinaud grandit à Antibes (Alpes-Maritimes) puis effectue des études de sociologie, de journalisme et d’audiovisuel à Paris.
Elle devient une collaboratrice régulière de la revue économique La Tribune en 2000 et travaille aussi pour la revue Espace social européen. Au cours des années 1990 et 2000, elle co-écrit quelques ouvrages pratiques et documentaires.
À partir de 2013, Florence Pinaud se tourne vers le public jeune. Ses sujets de prédilection sont les sciences et les animaux. Elle se consacre principalement à l’écriture de livres documentaires pour des enfants de 8 à 12 ans, publiés chez Actes Sud junior. En 2016, elle reçoit le prix « Le goût des sciences » du ministère de l’Enseignement Supérieur et de la Recherche pour La Guerre secrète des microbes. À partir de 2018, elle élargit son public aux adolescents et publie aussi chez Nathan et les éditions du Ricochet. En 2019, elle reçoit le prix Roberval qu’organise l’Université de technologie de Compiègne pour #Ma vie sous algorithmes. Elle anime aussi régulièrement la rubrique "Sciences" de la revue L’Éléphant junior tout en poursuivant ponctuellement sa collaboration à La Tribune.

## Publications

### Pour adultes
- Guide juridique et pratique des artisans et des commerçants, avec Claire Mallet, De Vecchi, 1994.
- Comment s'en sortir en période de crise, avec Emmanuel Lemieux, De Vecchi, 1995.
- Réussir son bilan de compétences, avec Philippe Andréani, éditions Jeunes, 1998.
- Le Social dans la tourmente, avec Charlotte Aubert, Syros, 1999.
- Faire son bilan de compétences, avec Philippe Andréani et Delphine Barbier Sainte-Marie, Studyrama, 2005.
- Réforme des retraites : la nouvelle donne et vous, avec le concours d'Alicia Fouletier, CFTC, 2008.
- Manager la génération Y : travailler avec les 20-30 ans, avec Marie Desplats, Dunod, 2011.

### Pour l’enfance et la jeunesse
- Je suis parfumeur créateur, Cerf jeunesse, coll. « Le plus beau métier du monde », 1998.
- La Mode sous toutes les coutures, Actes Sud junior, 2013.
- Respecter les animaux, ill. Anne-Lise Combeaud, Actes Sud junior, coll. « À petits pas », 2013. Réédité sous le titre Les Droits des animaux, avec Amélie Fontaine, Actes Sud junior, ,2018.
- À l’école des espions, ill. Stéphane Kiehl, Actes Sud junior, 2014.
- C'est mathématique !, avec Carina Louart, ill. Jochen Gerner, Actes sud junior, 2014.
- La Guerre secrète des microbes, ill. Stéphane Kiehl, Actes Sud junior, 2016.
- Louis Pasteur: enquêtes pour la science, ill. Julien Billaudeau, Actes Sud junior, 2017.
- Question d'intelligence, avec Séverine Assous, Actes Sud junior, 2017.
- #MaVieSous algorithmes, ill. Vincent Bergier, Nathan, 2018.
- Les Transhumanistes, ill. Élodie Perrotin, éd. du Ricochet, coll. « POCQQ », 2018[7].
- Entre deux infinis, avec Jeanne Detallante, Actes Sud junior, 2019.
- Les Végans, ill. Élodie Perrotin, éd. du Ricochet, coll. « POCQQ », 2019.
- La Vie sous la mer, avec Walter Glassof, Actes Sud junior, 2020.

- Sauver les animaux sauvages, illustrations Ella Coutance, Actes Sud junior, 2021.
- Le Zoo à microbes, ill. Stéphane Kiehl, Actes Sud junior, 2021.
- De la tête aux pieds : ces inventions qui nous rendent plus forts, ill. Arnaud Nebbache, Nathan, 2022.
- Pourquoi les pandémies, ill. Élodie Perrotin, éd. du Ricochet, coll. « POCQQ », 2022.
- Les Émotions des animaux, ill. Amandine Thomas, Nathan, 2023.
- Le Monde secret des poissons, avec Walter Glassof, Actes Sud junior, 2023.
- Drôles de familles, ill. Qu Lan, Nathan, 2024.
- Adieu vieilles peaux ! : les mues des animaux, ill. Émilie Vanvolsem, éd. du Ricochet, coll. « Ohé la science ! », 2024.
- Mon chat et moi : 20 questions pour apprendre à s’en occuper, ill. Sébastien Cazes, Actes Sud junior, 2025.